# Puejové

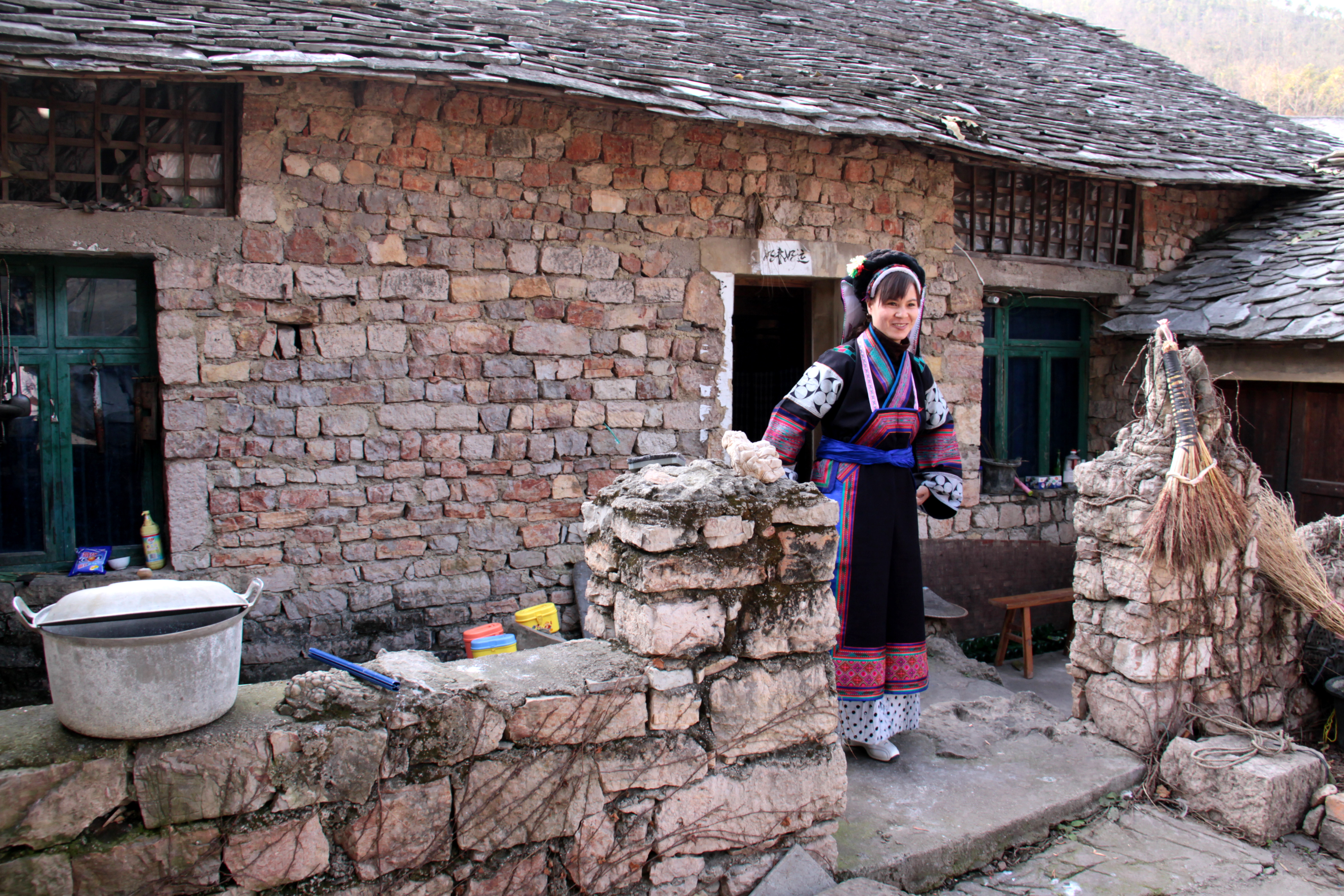
Puejská žena

Puejové či Pujiové, Puiové příp. Pujaiové (čínsky Pu-i, Buyi; vlastním jménem Pu-'jai či též Pu-'ji, Pu-nong, Pu-long, Pu-na, Pu-ta, vietnamsky Bố Y) jsou etnikum žijící především v jižní Číně. Podle sčítání lidu z roku 2010 žije v Číně 2,9 milionu Puejů, což z nich činí jedenáctou největší z 56 etnických skupin oficiálně uznaných Čínskou lidovou republikou. Žijí především v provincii Kuej-čou, která je proslulá svou etnickou pestrostí (národnostní menšiny zde tvoří více než 37 % obyvatelstva). Menší část čínských Puejů žije v provinciích Jün-nan a S’-čchuan. Někteří Puejové žijí také ve Vietnamu, kde jsou jednou z 54 oficiálně uznaných etnických skupin. Hovoří puejštinou, která patří mezi tajsko-kadajské jazyky. Tento jazyk má blízko k čuangštině, oficiálnímu jazyku provincie Kuej-čou, ovšem liší se psanou formou. Ta byla vytvořena lingvisty v 50. letech 20. století a je založena na latince (zatímco čuangština užívá čínské znaky). V roce 1995 se čínská vláda rozhodla přerušit vzdělávání v puejštině a nyní je veškerá výuka vedena v čínštině. Puejové jsou jedním z nejstarších národů Číny a žijí na jihu Číny více než 2000 let. V Kuej-čou jsou považováni za „domorodce“. Je pravděpodobné, že původně vytvářeli jediné etnikum společně s Čuangy. Kolem roku 900 již byly ovšem odděleni. Někteří Puejové se nicméně za Čuangy považují. Do čínské civilizace byli Puejové zapojeni za dynastie Tchang. Politicky ztratili Puejové autonomii za dynastie Čhing (od 17.–18. století), která začala do oblasti vysílat vojenské správce a přestala respektovat tradiční místní vládce. Pueje to vedlo k povstání (tzv. Nanlongské povstání z roku 1797), které prohráli a čelili následně řadě represí, což mnoho z nich vedlo k odchodu do Vietnamu. Polotropické podnebí náhorní plošiny, kde většina Puejů žila, z nich učinilo v minulosti zvláště pěstitele kakaa, bavlny a čiroku. Z řemesel převládalo tkalcovství a barvení tkanin. Mnoho Puejů tímto tradičním stylem žije dodnes. K tomu přispívá i nízká míra vzdělanosti, pouze 12 % Puejů navštěvovalo střední školu, což je jedna z nejnižších úrovní mezi všemi etnickými menšinami v Číně. Puejové jsou povětšinou polyteisté. Jejich tradiční víra má též blízko k šamanismu. Praktikují i starou formu exorcismu zvanou nuo, jejíž součástí je i chůze po žhavých uhlících či skleněných střepech. Křesťanské misie neuspěly, počet křesťanů mezi Pueji je odhadován mezi 5 000–24 000.